# 108096 Melvin
108096 Melvin este o planetă minoră (asteroid) din centura de asteroizi. A fost descoperită pe 25 martie 2001 la Observatorul Național Kitt Peak de Marc Buie⁠(d). 
Obiectul prezintă o orbită caracterizată de o semiaxă mare de 2,4351729636906 UAi, o excentricitate de 0,1763851311462, o înclinație de 4,4794396926828 ° în raport cu ecliptica.